# Leucophenga perargentata
Leucophenga perargentata är en tvåvingeart som beskrevs av Bachli 1971. Leucophenga perargentata ingår i släktet Leucophenga och familjen daggflugor. Inga underarter finns listade i Catalogue of Life.